# Gavin Kilkenny
Gavin Kilkenny (sinh ngày 1 tháng 2 năm 2000) là một cầu thủ bóng đá người Ireland thi đấu ở vị trí tiền vệ cho câu lạc bộ Stoke City tại Championship theo dạng cho mượn từ AFC Bournemouth.

## Sự nghiệp câu lạc bộ
Kilkenny gia nhập AFC Bournemouth lúc 16 tuổi và kí hợp đồng chuyên nghiệp đầu tiên vào tháng 4 năm 2018.

## Thống kê sự nghiệp
Tính đến trận đấu diễn ra ngày 28 tháng 8 năm 2019
| Câu lạc bộ          | Mùa giải            | Giải quốc nội       | Giải quốc nội | Giải quốc nội | Cúp FA  | Cúp FA    | League Cup | League Cup | Khác    | Khác      | Tổng    | Tổng      |
| Câu lạc bộ          | Mùa giải            | Hạng đấu            | Số trận       | Bàn thắng     | Số trận | Bàn thắng | Số trận    | Bàn thắng  | Số trận | Bàn thắng | Số trận | Bàn thắng |
| ------------------- | ------------------- | ------------------- | ------------- | ------------- | ------- | --------- | ---------- | ---------- | ------- | --------- | ------- | --------- |
| AFC Bournemouth     | 2019-20             | Premier League      | 0             | 0             | 0       | 0         | 2          | 0          | 0       | 0         | 2       | 0         |
| Tổng cộng sự nghiệp | Tổng cộng sự nghiệp | Tổng cộng sự nghiệp | 0             | 0             | 0       | 0         | 2          | 0          | 0       | 0         | 2       | 0         |